# Potengi
Potengi é um município brasileiro do estado do Ceará. Sua população estimada pelo IBGE 2021 foi de 11.165 habitantes. O município separou-se da vizinha Araripe no início do século XX. O responsável pela emancipação do município foi o seu primeiro prefeito, Luiz Gonzaga de Figueiredo.

## Geografia

### Demografia
- População estimada (IBGE 2013): 10.651 habitantes
- População estimada (1010): 10.276 habitantes
- População estimada (2009): 10.144 habitantes
- População (2007): 9.670 habitantes
- População urbana (2007) 41,03%
- População rural (2007): 58,97%
- Densidade demográfica (2008): 29,01 hab/km²
- Domicílios (censo 2007): 3.330
- Serviço de água (urbano-2007): 94,02%
- Esgoto (urbano-2007): 0%
- Serviço de água (rural-2007): 21,04%
- Energia Elétrica (clientes-2008): 3.248
- Linhas Telefônicas fixas (2007): 584
- Telefonia Móvel (Celulares) 0%

### Hidrografia
- Ribeirão Quinqueleré

### Rodovias
- CE-292
- CE-257

## Administração

### Prefeitos

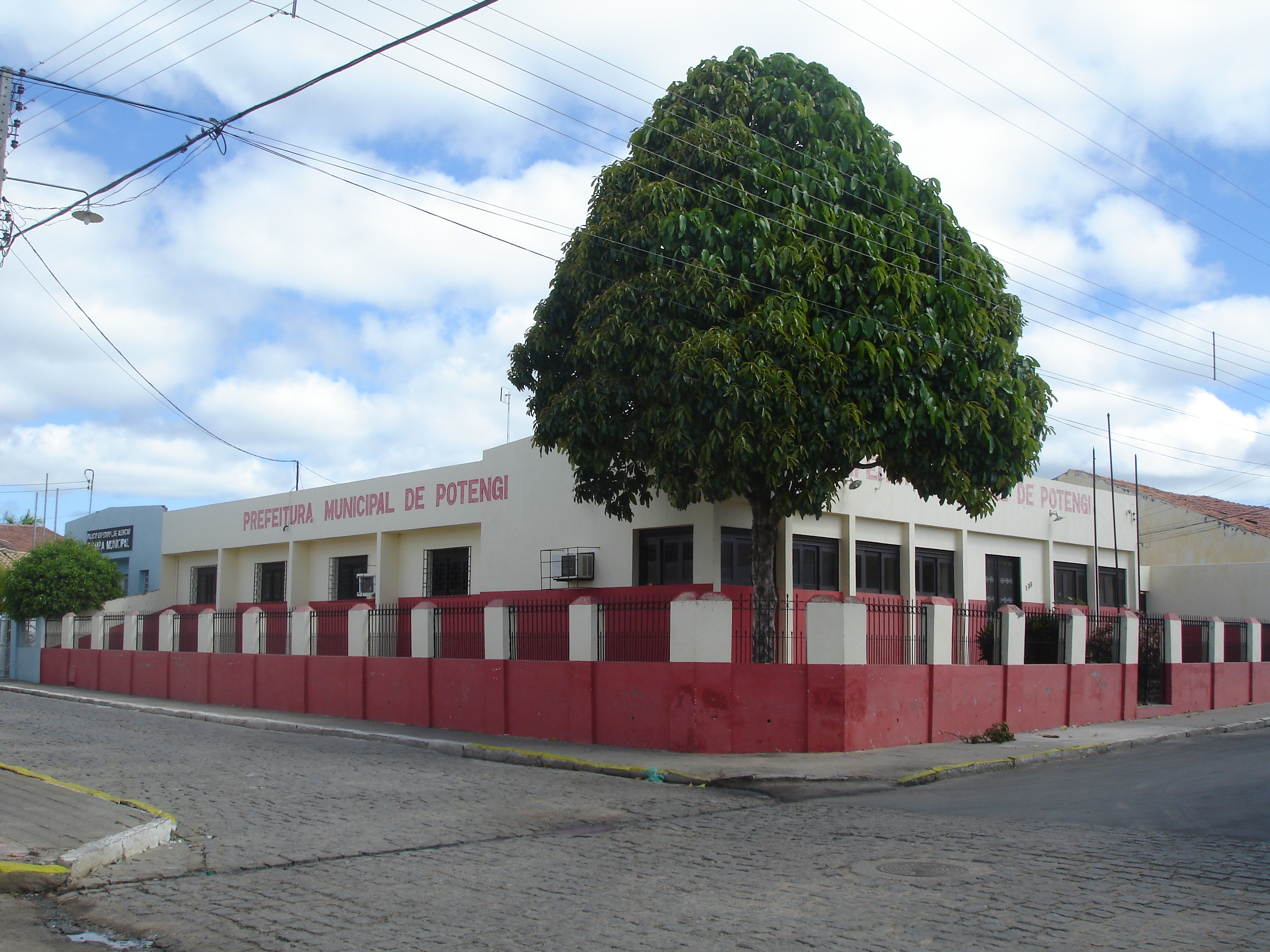
Prefeitura Municipal de Potengi

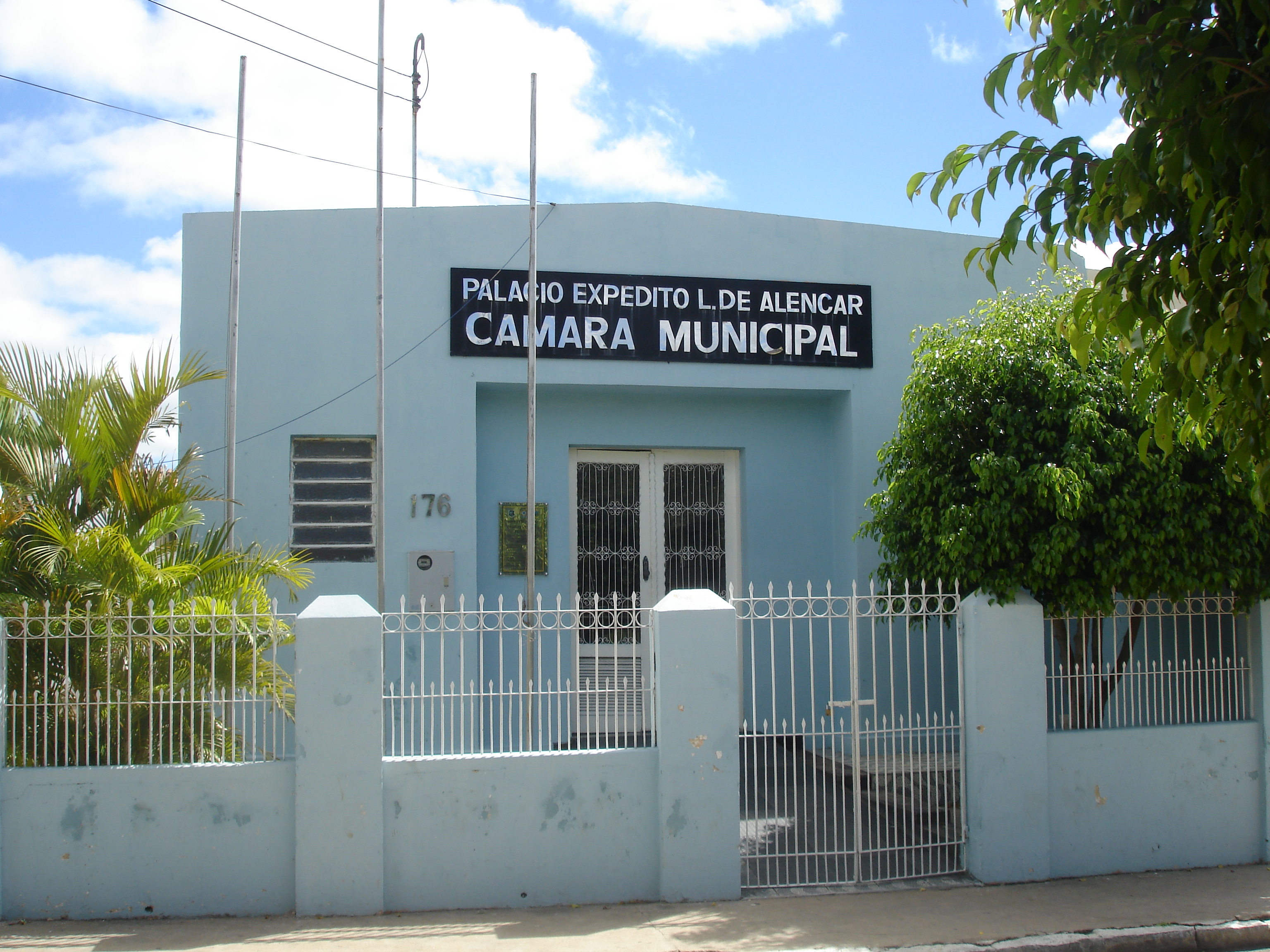
Câmara Municipal de Potengi

Os registros consultados constam que Luiz Gonzaga de Figueiredo foi um grande lutador pela emancipação do município e foi o seu primeiro prefeito, inclusive, governou Potengi por dois mandatos. Veja a lista dos nomes dos que governaram o município.
- 1958 a 1962 - Luiz Gonzaga de Figueirêdo (PSD)
- 1963 a 1966 - José Alves Batista (PSD)
- 1967 a 1970 - Luiz Gonzaga de Figueirêdo (PSD) -
- 1971 a 1972 - José Edvaldo de Sousa (Zétiburcio) (Arena)
- 1973 a 1976 - Celésio Brilhante de Alencar (Arena 2)
- 1977 a 1982 - Antônio Alves Rodrigues (Toim) (Arena 1)
- 1983 a 1988 - Antônio Rivaldo Rodrigues (PFL)
- 1989 a 13 de outubro de 1991 - José Edmilson Rocha (PMDB/PFL
- 13 de outubro de 1991 a 1992 - Francisco Rodrigues da Fonseca PMDB/PFL
- 1993 a 1996 - José da Rocha Forte (PSDB)
- 1997 a 2000 - Antônio Rivaldo Rodrigues (PFL)
- 2000 a 2004- Francisco Luiz Rodrigues Mendes de Souza (PTB)
- 2004 a 2008-Francisco Luiz Rodrigues Mendes de Souza (PSDB)
- 2009 a 2012 - Samuel Carlos Tenório Alves Alencar (PC do B)
- 2013 a 2016 - Samuel Carlos Tenório Alves Alencar (PC do B
- 2017 a 2020 - Antonia Alizadra Gomes dos Santos Rodrigues (PT)
- 2021 a 13 de julho de 2024 - Francisco Edson Veriato Da Silva (PT)[2]
- 13 de julho de 2024 - presente - Humberto dos Barreiros (PP)

## História
A localidade foi desmembrada do município de Araripe, chamando-se primitivamente "Xique-Xique". Depois, com a divisão territorial datada de 1 de julho de 1955, o distrito, já denominado "Ibitiara", figura no município de Araripe.
Suas origens remontam ao século XIX, quando, entre outros agricultores, aí se estabeleceu Manuel Monteiro. Sua evolução à categoria de Vila Xique-Xique provém de ato governamental de 22 de novembro de 1913. As primeiras manifestações de apoio eclesial contam de doação do respectivo patrimônio e edificação pela qual se tem como responsável o pioneiro Manuel Monteiro.
Outro pioneiro que chegou à Vila de Xique-Xique, já no segundo quartel do século XX, foi Augusto Ulisses Alencar. Instalou-se na localidade denominada "Mata Fresca". Nessa propriedade, cultivou algodão, milho, feijão e arroz; criou bovinos, ovinos e caprinos, além de ter sido um dos maiores compradores de algodão do município e adjacências. Por conseguinte, foi um dos precursores do crescimento agropecuário do município. Na propriedade Mata Fresca, depois da sua morte, o município construiu uma pequena escola com seu nome.
A Vila de Xique-Xique foi elevada à categoria de município com a denominação de "Potengi" pela lei estadual n.º 3786, de 4 de setembro de 1957. Constituído por dois distritos, Potengi e Barreiros, criados por esta mesma lei estadual. Instalado em 25 de março do ano 1959.
Potengi é conhecida como "a cidade que não dorme", devido à grande quantidade de ferreiros. Como a metalurgia produz muito calor, os ferreiros começam a trabalhar sempre depois da meia-noite, na confecção das peças de metal (foices, facas e etc.). As batidas provocam um barulho que somente silencia ao raiar do dia. A maior parte do que é produzido é vendida no comércio local, e exportada para outras cidades do Ceará, Piauí e Maranhão.

## Igreja de Potengi / Paroquia de São José
No início do século XVIII, os sertanejos, que passavam pelo território riscado pelos
riachos Brejinho e São Miguel, começaram a se fixar devido a fisiografia propícia à
agricultura.
Ao longo do século, famílias se estabeleceram na localidade, em destaque a
família Guedes Alcoforado, e, com elas, as atividades religiosas. Logo, denominou-se
o primeiro nome para a vila: Xique-Xique - planta altamente produtiva e abundante em
seu solo.
Em 1895, em deriva da crescente expansão agrícola, foi criada a feira municipal,
na localidade da vila “Fulgêncio” - anteriormente habitada por índios Kariri -. Francisco Guedes e Manoel Monteiro concordaram em mudar a feira à volta da lagoa também
denominada como Xique-Xique, onde hoje se encontra a praça 4 de setembro, local
de início da urbanização municipal.
As missas eram rezadas em casas da pequena vila, em destaque as casas de
Manoel Monteiro e Francisco Guedes, por padres de outros municípios,
principalmente, os párocos de Araripe, anteriormente a emancipação política de
Potengi. As atividades religiosas eram ministradas pela Paroquia de Santo Antônio de
Araripe, com apoio das religiosas: Maria Loiola de Alencar Filha e a professora
Carmelita Menezes.
O povoado foi crescendo juntamente com a construção da capela de São José,
entre 1898 a 1901, uma capela simples, pequena, em paralelo a onde atualmente é a
sacristia da Igreja de São José. (-7.0913569,
-40.0276214)
Em 1902, foi rezada a primeira missa da Capela de São José pelo Padre Cícero
Romão Batista, convidado para benzer e oficiar a capela. Igualmente, trouxe uma
escultura de São José, esposo da Virgem Maria, ao qual viria a tornar-se padroeiro de
Potengi.
Segundo relatos, em uma de suas visitas, Padre Cícero se deslocou pelo
caminho do sítios Escondido e Baixio do Facundo e ocorreu o acidente da quebra
de uma escultura religiosa.
Tempos após, com a ajuda de Maria Mendes Rodrigues e Dorinha Saraiva, foi
criado o Apostolado da oração, em 13 de junho de 1930 tendo como 1° presidente a
senhora Antônia Guedes Marrocos, quando tinha sob direção o reverendíssimo Padre
Baldomiro Rodrigues e Emídio Lemos, respectivamente.
Um fato interessante da capela foi a deteriorização após a celebração de frade
advindo de outro município. Isso motivou a construção da atual igreja.
Em setembro de 1957, Potengi desmembrou-se de Araripe.
Durante missão , o célebre Frei Damião visitou Potengi. Foi recebido com
clamor por uma multidão de fiéis, e ordenou a mudança da feira municipal no dia
de domingo para a sexta feira.
A construção da atual igreja ocorreu nos anos 60, com apoio intrínseco da
comunidade local que se mobilizou a arrecadar dinheiro para a construção. O
processo foi administrado por Luiz Gonzaga de Figueiredo, primeiro prefeito da cidade.
Os tijolos foram feitos por Zé Né, ao qual trouxe-os carregados a jumento.
Em 15 de março de 1981, ocorreu a criação da Paróquia de São José do Potengi,
foi instalado oficialmente pelo bispo Dom Vicente Matos e o bispo Dom Milton Gurgel.
Seu primeiro vigário, o padre Antônio Hondovilha, sacerdote jesuíta argentino, que
foi radicado no Brasil. Os bispos foram recepcionados festivamente pelo povo na
entrada da cidade, dirigindo-se a casa paroquial de onde saiu em cortejo para a
matriz. Desmembrando-se, assim, da sobredita paróquia de Santo Antônio do Araripe,
pela consideração de muito especialmente as necessidades espirituais da população
de Potengi sobre modo aumentada, a ponto de ser constituído o município e depois de
terem ouvido o Conselho Consultivo Diocesano.
Ao tomar posse, o vigário Padre Antônio Hondovilha, primeiro vigário da Paróquia
de São José do Potengi, direcionou mensagens ao povo potengiense, afirmando que
desejava fazer de Potengi "uma paróquia-modelo, galgada nos princípios de fé, oração
e caridade", conclamando para isso todo povo, que confirmou o desejo do seu ao
vigário. Agradeceu sensibilizando todo o apoio recebido pelo povo de Potengi.
O ex-prefeito líder da comunidade Luiz Gonzaga de Figueiredo, afirmando que "a
instalação da Paróquia de São José, antiga e justa aspiração de Potengi, constitui o
maior acontecimento socio-religioso em sua terra" - costurou uma grande graça pela
média do padroeiro São José e destacou o empenho do bispo diocesano Dom Vicente
Matos.
O distrito de Aratama, pertencente a Assaré, participou do território da
Paróquia de São José do Potengi.
- Lista de padres:*

• Emídio Lemos
• Baldomiro Rodrigues
• Raimundo Araújo
• Antônio Hondovilha
• Joaquim Ivo
• José Adelino
• Cícero Adauto
• Paulo Francisco
• Batista Cruz
• Bozano Lima
• Almir França
• Francisco Jacinto
• Valdenio Ferreira
• Orlando Tavares
• Manoel Alves
• Ronaldo do Nascimento
• Cícero Cabloco
• Sebastião Bandeira
• Tales Eduardo

## Educação

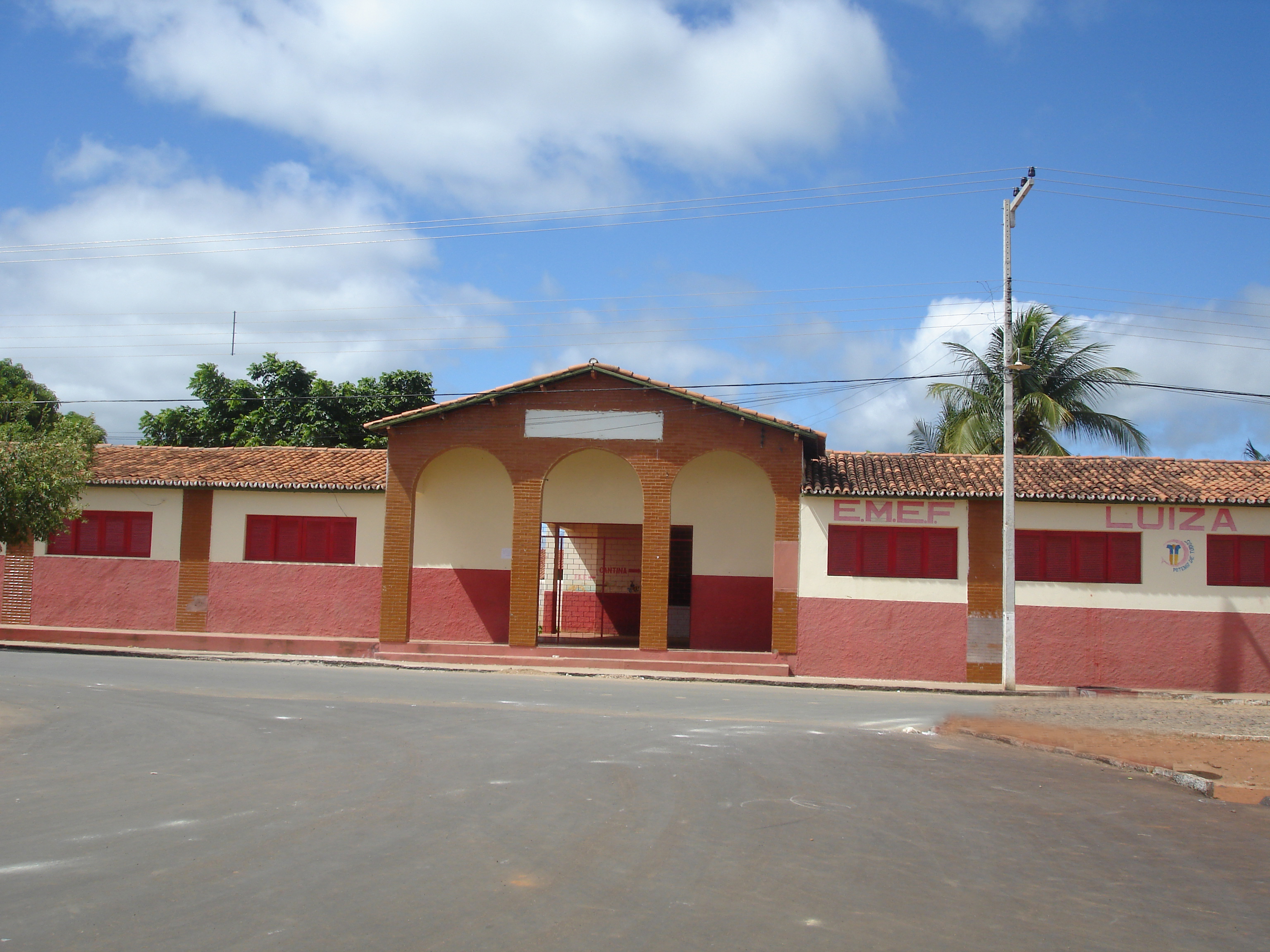
Escola de Ensino Fundamental Luiza Mendes

- Escolas de ensino fundamental (2008): 23
- Escola de ensino médio (2008): 1
- Escolas de ensino profissional (2008): 0
- Instituições de ensino superior (2008): 0
- Matrículas do ensino fundamental (2008): 2.121
- Matrículas do ensino médio (2008): 249
- Matrículas Jovens e Adultas (2008): 364
- Taxa de escolaridade líquida no ensino fundamental (2008): 100%
- Taxa de escolaridade líquida no ensino médio (2008): 22,37
- Nota do Ideb (2007): Séries iniciais (até a 4.ª série: 2,8)

## Saúde
- Hospitais (2007): 0
- Leitos por hab/ano (2007): 1,8
- Transferências do SUS hab/ano (2007): R$ 83
- Cobertura Saúde da família (2007): 45,9%
- Taxa de mortalidade Infantil (2007): 32,4

## Cultura
- Meios de comunicação social: Rádio Comunitária Zumbi dos Palmares FM na frequência de 104.9 MHz e cobertura por Rádio AM da vizinha cidade Campos Sales.
- Padroeiro: São José.
- Equipamentos culturais: uma biblioteca e um auditório.
- Dias de Reis com apresentação de Caretas do Mestre Antônio Luiz
- Potengi Junino
- Quadrilha Raio de Sol
- Banda de Música Municipal
- Museu de Pássaro
- Mestre Françuli
- Mestre Antônio Luiz

## Política
- Eleitores (2009): 7.032
- Perfil dos eleitores (2009): Masculino: 3.396 / Feminino: 3.628 / Não informado: 8

## Fotos de logradouros

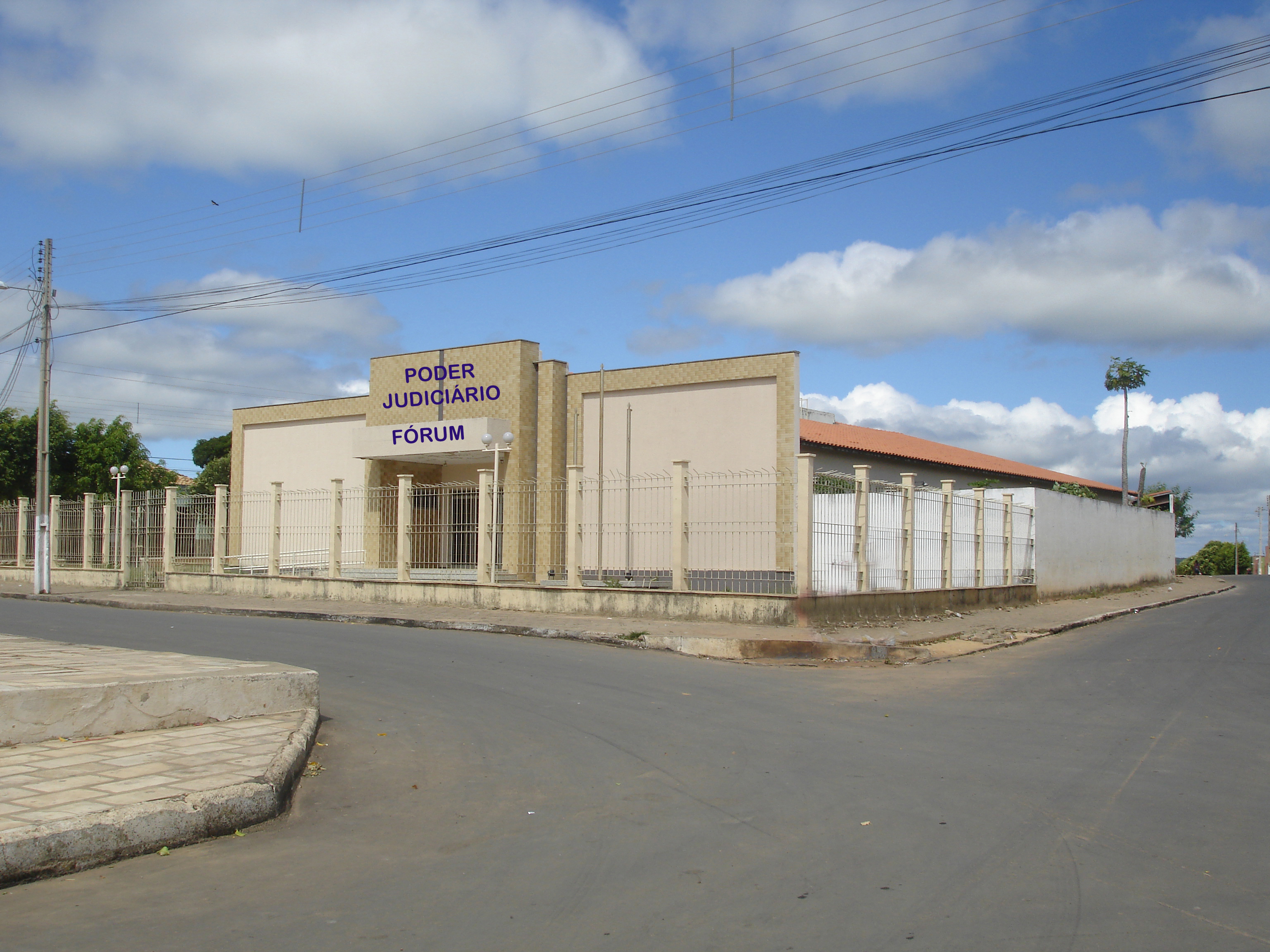
Fórum Dr. Luiz Rodrigues Neto
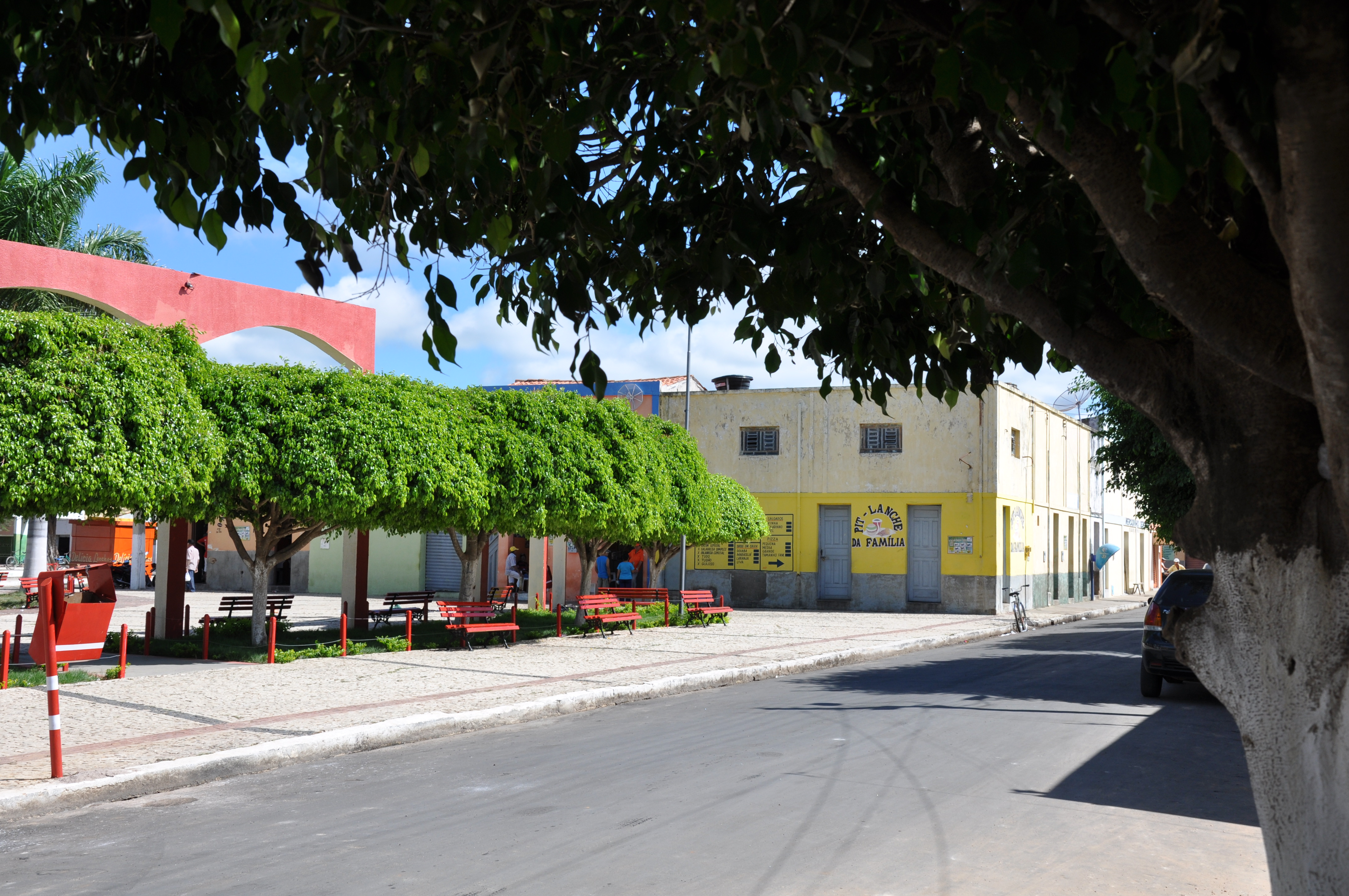
Praça José Alves Batista
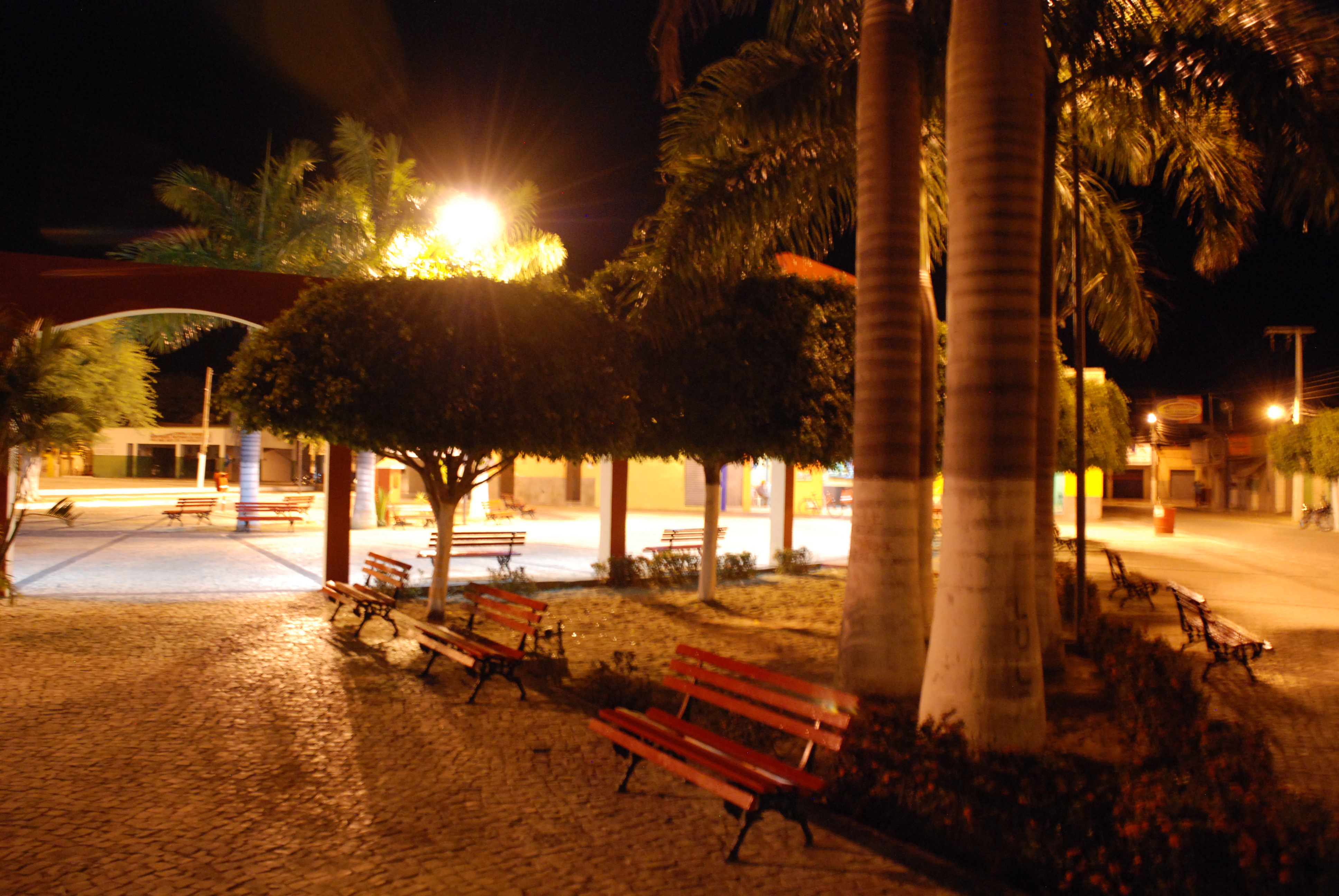
Praça da Matriz
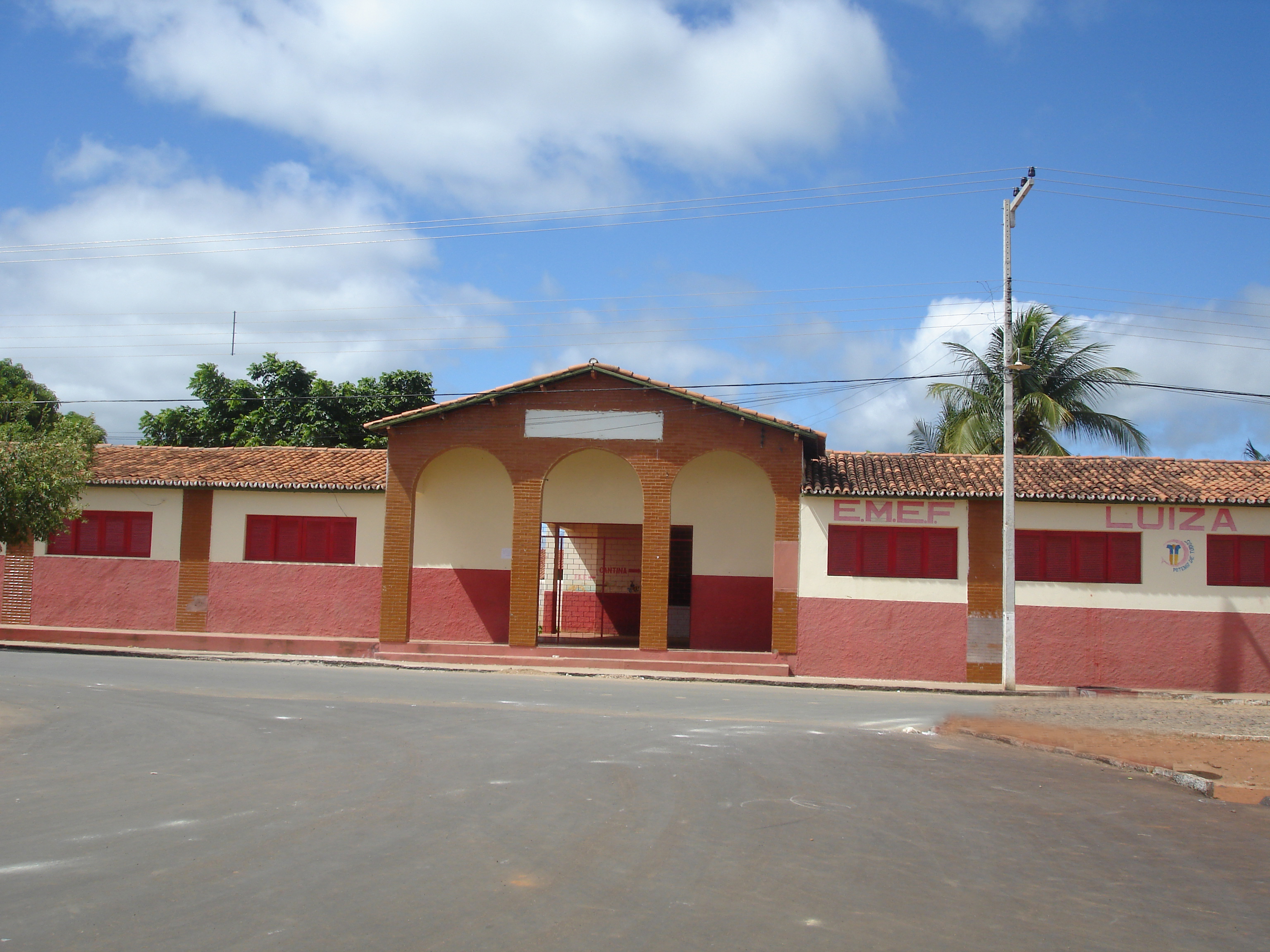
Colégio Luiza Mendes
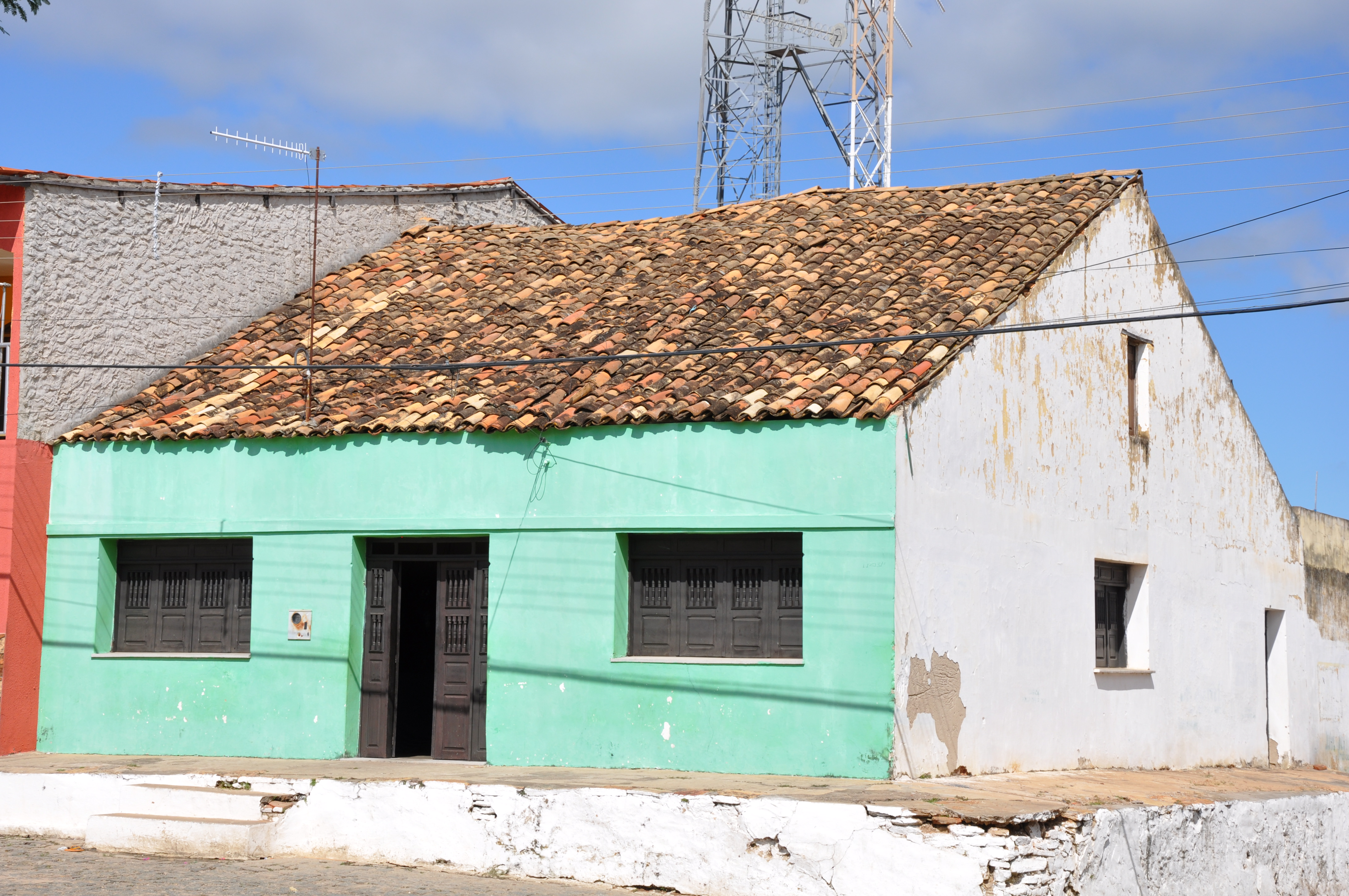
Casarão Antigo

## Fonte de pesquisa
Arquivo público e depoimentos de cidadãos idosos do município. Anuário do Ceará, edição 2009/2010, página 188, publicação do IPECE - Instituto de Pesquisa Estratégia Econômica do Ceará. TRE – Tribunal Regional Eleitoral do estado do Ceará.